# Noriko Hidaka
Noriko Hidaka  (日高 のり子?, Hidaka Noriko), vero nome Noriko Nagai (永井 範子?, Nagai Noriko), e da non sposata Noriko Itō (伊東 範子?, Itō Noriko), (Chiyoda, 31 maggio 1962) è un'attrice, doppiatrice e cantante giapponese.
È principalmente nota per i ruoli di Minami Asakura (Touch), Akane Tendo (Ranma ½), Satsuki Kusakabe (Il mio vicino Totoro), Jean (Nadia - Il mistero della pietra azzurra), Mikage Matsunaga (È un po' magia per Terry e Maggie), Kikyo (InuYasha), Near (Death Note), Soujiro Seta (Rurouni Kenshin), Noriko Takaya (Punta al top! - GunBuster) e Masumi Sera (Detective Conan).

## Biografia
Noriko Hidaka è nata nell'area di Kudan di Chiyoda (Tokyo), dove ha frequentato la Fujimi Elementary School. I suoi genitori gestivano un negozio di abbigliamento di stile occidentale di nome "Tailor Itō".
Inizia la sua carriera nel mondo dello spettacolo come idol, per poi specializzarsi nel doppiaggio iniziando a lavorare dapprima con l'agenzia 81 Produce. Hidaka inizialmente utilizzava la variante kanji 日髙 (notare che il secondo kanji è differente). Ha adottato l'attuale scrittura (日高) intorno al 1995, quando scoprì che il suo nome era stato scritto in quel modo già in molte occasioni. I suoi fan la chiamano affettuosamente Nonko (ノン子).
Nel 1982, durante la sua fase da idol, Noriko fu protagonista di alcuni spot televisivi della Nivea. Ha inoltre prestato la propria voce nelle campagne promozionali di trasmissioni e videogiochi in cui ha doppiato almeno un personaggio, come in 3rd Super Robot Wars Alpha.

## Doppiaggio

### Anime[3]
- Miracle Girls (1993, Mikage Matsunaga)
- Super Dimension Cavalry Southern Cross (1984, Musicaa (debut))
- Touch (1985–1987, Minami Asakura)
- Tsuide ni Tonchinkan (1987–1988, Amago Shirai)
- Anime Sanjushi (1987–1989, Constance)
- Peter Pan (1989, Peter Pan)
- T.P. Pon (1989, Yumiko Yasugawa)
- Parasol Henbē (1989–1991, Megeru)
- Ranma ½ (1989–2024, Akane Tendo)
- Nadia - Il mistero della pietra azzurra (1990–1991, Jean Luc Raltique)
- Ochame na Butago: Kurea Gakuin Monogatari (1991, Patricia Sullivan)
- Honō no Tōkyūji: Dodge Danpei (1991–1992, Danpei Ichigeki)
- Aoki Densetsu Shoot! (1993–1994, Kazumi Endō)
- Akazukin Chacha (1994–1995, Shiine)
- Omakase Scrappers (1994–1995, Sayuri Tachibana)
- Soar High! Isami (1995–1996, Sōshi Yukimi)
- Harimogu Harly (1996–1997, Harly)
- Rurouni Kenshin (1996–1998, Soujiro Seta)
- Bakusō Kyōdai Let's & Go!! MAX (1998, Yasuya Ichimonji)
- Zoids: Guardian Force (1999–2000, Riize)
- One Piece (1999-in corso, Belle-Mère)
- InuYasha (2000–2004, 2009–2010, Kikyo)
- Rockman EXE (2002–2003, Ms. Mariko Ōzono, Shuryou)
- Di Gi Charat Nyo! (2003–2004, Di Gi Charat's Mama)
- Rockman EXE AXESS (2003–2004, Ms. Mariko Ōzono, Yuriko Ōzono)
- Croket! (2003–2005, Anchovie)
- Rockman EXE Stream (2004–2005, Ms. Mariko Ōzono, Yuriko Ōzono)
- Samurai Champloo (2004–2005, Yatsuha)
- Major (2004-in corso, Chiaki Honda (Gorō's mother))
- Nanami-chan (2004-in corso, Yōko Aoba)
- The Snow Queen (2005–2006, Nina)
- Death Note (2006–2007, Near)
- Chi's Sweet Home (2008-in corso, Mom)[4]
- Kore wa zombie desu ka? (2011, Delusion Eucliwood #8)
- Suite Pretty Cure♪ (2011, Aphrodite)
- Detective Conan (2012, Masumi Sera)
- Hunter × Hunter (2012, Shalnark)
- Psycho-Pass (2012, Dominator)
- Sore ga seiyū! (2011, sé stessa)
- Ninja Senshi Tobikage    1985
- Higurashi no naku koro ni gou (2020, Eua)
- Il mio matrimonio felice (2023, Kanoko Saimori)
- Solo Leveling (2025, Regina delle formiche)

### OAV[3]
- Salamander (1988, Stephanie)
- Top wo Nerae! (1988, Noriko Takaya)
- Blazing Transfer Student (1991, Yukari Takamura)
- Spirit of Wonder: Chaina-san no Yūutsu (1992, China)
- The Hakkenden (1993–1995, Shinbei Inue)
- Ranma ½ (1993–2008, Akane Tendō)
- Special Duty Combat Unit Shinesman (1996, Riko Hidaka / Shinesman Salmon Pink)
- Spirit of Wonder (2001, China)
- Sakura Wars: Ecole de Paris (2003, Erica Fontaine)
- Sakura Wars: Le Nouveau Paris (2003, Erica Fontaine)

### Film[3][5]
- Touch: Sebangō no Nai Ace (1986, Minami Asakura)
- Touch 2: Sayonara no Okurimono (1986, Minami Asakura)
- Touch 3: Kimi ga Tōri Sugita Ato ni (1987, Minami Asakura)
- Il mio vicino Totoro (1988, Satsuki Kusakabe)
- Soreike! Anpanman: Baikinman no Gyakushū (1990, Yaada-hime)
- Il vento dell'Amnesia (1990, Lisa)
- Ranma ½: Le sette divinità della fortuna (1991, Akane Tendō)
- Ranma ½: La sposa dell'isola delle Illusioni (1992, Akane Tendō)
- Ranma contro la leggendaria fenice (1995, Akane Tendō)
- Mobile Battleship Nadesico the Movie - Il principe delle tenebre (1998, Hari Makibi)
- Touch: Miss Lonely Yesterday (1998, Minami Asakura)
- Inuyasha - The Movie movies (2001, Kikyo)
- Touch: Cross Road (2001, Minami Asakura)
- Inuyasha - The Movie 2 movies (2002, Kikyo)
- Inuyasha - The Movie 3 movies (2003, Kikyo)
- Inuyasha - The Movie 4 movies (2004, Kikyo)
- Pokémon: Destiny Deoxys (2004, Tory)
- Gunbuster vs. Diebuster (2006, Noriko Takaya)
- Eiga Suite Pretty Cure - Torimodose! Kokoro ga tsunagu kiseki no melody (2011, Aphrodite)

### Videogiochi[6]
- Aoi Shiro (Syouko)
- Black Matrix (Domina)
- Croquette! 2: Yami no Bank to Ban Joō (Anchovie)
- Croquette! 3: Guranyū Ōkoku no Nazo (Anchovie)
- Croquette! Great: Jikū no Bōken-tachi (Anchovie)
- Croquette! DS: Tenkū no Yūsha-tachi (Anchovie, Sardine)
- Dragon Quest Rivals (Tessie Taloon)
- Evil Zone (Midori Himeno)
- Final Fantasy VII Rebirth (Claudia Strife)
- Grandia (Feena)
- Minna no Golf Portable (Sagiri)
- Idol Janshi Suchie Pai (series) (Kotori Ninomiya)
- Inuyasha (Kikyo)
- Metaphor: ReFantazio (Regina di Elda)
- Moonlight Syndrome (Yayoi Itsushima)
- Panzer Bandit (Kasumi)
- Puyo Puyo CD (Panotti)
- Puyo Puyo CD Tsū (Panotti)
- Ranma ½ (Akane Tendo)
- Rapid Reload (Ruka Hetfield)
- Root Letter (Aya Fumino)
- Rumble Roses (Reiko Hinomoto/Rowdy Reiko)
- Rumble Roses XX (Reiko Hinomoto/Rowdy Reiko)
- Sakura Wars (serie) (Erica Fontaine)
- Super Monkey Ball Banana Mania (AiAi, MeeMee, Baby, YanYan)
- Super Robot Wars (serie) (Noriko Takaya, Mina Likering, Lenii Ai, Makibi Hari)
- Tales of the World: Narikiri Dungeon 2 (Thanatos)
- Tengai Makyou III: Namida (Iyo)
- Ultima: Kyōfu no Exodus (Voce dell'introduzione)
- Wonder Project J: Kikai no Shōnen Pīno (Pīno)
- Wonder Project J2: Koruro no Mori no Josette (Josette)
- Yukiwari no Hana (Kaori Sakuragi)

## Discografia

### Album[7]
- Breath of Air
- Hidaka Noriko Best
- Kazumi (as Kazumi Endō)
- Mega Babe
- Minami no Seishun
- Minamikaze ni Fukarete
- Nonko
- Otakara Song Book
- Paradise
- Personal
- Personal 2
- Ranma ½ Utagoyomi Heisei 3 Nendoban
- Time Capsule
- Touch in Memory

### Singoli[7]
- Anata ga Uchū ～By My Side～
- Ashita he no Tsubasa / Niji no Kanata
- Be Natural / Megami ga Kureta Ichibyō
- Watashi Datte